# 细叶小苦荬
细叶小苦荬（学名：Ixeridium gracile）为菊科小苦荬属的植物。分布于不丹、尼泊尔、印度、缅甸以及中国大陆的福建、四川、湖北、广东、陕西、广西、江西、湖南、甘肃、浙江、西藏、云南等地，生长于海拔800米至3,000米的地区，多生于林下、荒地、山坡、山谷林缘、田间以及草甸，目前尚未由人工引种栽培。

## 别名
纤细苦荬菜

## 异名
- Ixeris gracilis (DC.) Stebb.